# Berry van Aerle
Hubertus Aegidius Hendricus (Berry) van Aerle (Helmond, 8 december 1962) is een Nederlands voormalig voetballer die doorgaans als rechtsachter speelde. Hij was van 1981 tot en met 1995 veertien seizoenen actief in het betaald voetbal, waarvan ruim twaalf voor PSV. Daarmee werd hij vijf keer Nederlands landskampioen en won hij in 1987/88 de Europacup I. Van Aerle speelde daarnaast 35 keer voor het Nederlands voetbalelftal, waarmee hij eveneens in 1988 Europees kampioen werd.
Kenmerkend voor Van Aerle was zijn snelheid, die hem de bijnaam Turbo Berry opleverde.

## Carrière
Van Aerle werd geboren in Helmond en groeide op in de volksbuurt Het Haagje. Zijn vader werkte op de fabriek van Philips in Eindhoven. Op de pleintjes voetbalde hij met jeugdvrienden Hans Meeuwsen en Hans Vincent en samen speelden ze ook in de jeugd van HVV Helmond. Het drietal werd uiteindelijk uitgenodigd voor een proefwedstrijd bij PSV. Hoewel Van Aerle in de wedstrijd onder leiding van toenmalig jeugdtrainer Jan Reker op eigen verzoek linksbuiten speelde, werd hij toch gescout door PSV. Na vijf seizoenen in het eerste elftal te hebben gespeeld, verloor hij zijn basisplaats aan de van MVV overgekomen Erik Gerets en verhuurde de club hem in het seizoen 1986-1987 aan Royal Antwerp, waar hij een sterke periode kende. In 1987 keerde hij terug bij PSV en won dat seizoen, voornamelijk als rechtermiddenvelder naast Gerald Vanenburg de treble: het landskampioenschap, nationale beker en de Europacup I. "De Europacup-finale was niet echt een goede wedstrijd, maar dat maakt niet uit. Als je maar wint. Nu staan we voor altijd in de geschiedenisboeken: We hebben die beker hooggehouden," vertelde Van Aerle aan Berend Scholten op UEFA.com. In de zomer van 1988 maakte hij daarnaast als rechtsback deel uit van het Nederlands voetbalelftal dat Europees kampioen voetbal werd.
Van Aerle won in de dertien seizoenen dat hij bij PSV speelde in totaal vijf landskampioenschappen en drie KNVB bekers. In 1995 werd hij, na een grote schoonmaak door de selectie onder voorzitter William Maeyer en trainer Aad de Mos door de club ontslagen.
Van Aerle besloot zijn carrière af te sluiten samen met zijn jeugdvrienden Vincent en Meeuwsen bij Helmond Sport, wat mede door een slepende knieblessure uitliep op een deceptie. Hierna was hij een jaar postbode, wat veel publiciteit opleverde. In 2001 keerde hij terug bij PSV, eerst als supporterscoördinator, later als scout.

### Clubstatistieken
| Seizoen | Club            | Competitie     | wed. | goals |
| ------- | --------------- | -------------- | ---- | ----- |
| 1981/82 | PSV             | Eredivisie     | 2    | 0     |
| 1982/83 | PSV             | Eredivisie     | 33   | 1     |
| 1983/84 | PSV             | Eredivisie     | 34   | 0     |
| 1984/85 | PSV             | Eredivisie     | 24   | 0     |
| 1985/86 | PSV             | Eredivisie     | 19   | 0     |
| 1986/87 | PSV             | Eredivisie     | 4    | 0     |
| 1986/87 | → Royal Antwerp | Eerste klasse  | 22   | 1     |
| 1987/88 | PSV             | Eredivisie     | 34   | 2     |
| 1988/89 | PSV             | Eredivisie     | 24   | 1     |
| 1989/90 | PSV             | Eredivisie     | 28   | 4     |
| 1990/91 | PSV             | Eredivisie     | 11   | 2     |
| 1991/92 | PSV             | Eredivisie     | 25   | 0     |
| 1992/93 | PSV             | Eredivisie     | 22   | 2     |
| 1993/94 | PSV             | Eredivisie     | 20   | 0     |
| 1994/95 | Helmond Sport   | Eerste divisie | 15   | 1     |
| 1995/96 | Helmond Sport   | Eerste divisie | 10   | 0     |

## Interlandcarrière
Van Aerle debuteerde op 14 oktober 1987 in het Nederlands voetbalelftal, tijdens een met 0–2 gewonnen kwalificatiewedstrijd voor het EK 1988 in en tegen Polen. Bondscoach Rinus Michels nam hem een jaar later ook mee naar het eindtoernooi, dat Nederland won. Hij had een basisplaats als rechtsback en speelde alle wedstrijden. Van Aerle maakte ook deel uit van het Nederlands elftal op het WK 1990 en het EK 1992. Hij speelde op 14 oktober 1992 zijn 35e en laatste interland, een kwalificatiewedstrijd voor het WK 1994 thuis tegen Polen (2–2)

## Naast het voetbal
Van Aerle stond als voetballer ook bekend als antiheld. Cabaretier Theo Maassen verwerkte dit in een sketch waarin hij vertelde dat iedereen miljoenen verdiende, maar Van Aerle plichtsgetrouw netjes elke maand zijn contributie betaalde. Later, toen Maassen zijn eerste officiële dvd uitbracht, overhandigde hij het eerste exemplaar aan Van Aerle.
In december 2014 ging in Helmond 'Berry - de Musical' in première, over het leven van Van Aerle. De musical werd gespeeld door Helmondse artiesten. In totaal werden er tien voorstellingen opgevoerd in een uitverkocht 'Theater Speelhuis'. Deze voorstelling werd geregisseerd door John van der Sanden.

## Erelijst
| Competitie           |        |                                             |     |     |
| Competitie           | Aantal | Jaren                                       |     |     |
| PSV                  | PSV    | PSV                                         | PSV | PSV |
| -------------------- | ------ | ------------------------------------------- | --- | --- |
| Internationaal       |        |                                             |     |     |
| Europacup I          | 1x     | 1987/88                                     |     |     |
| Nationaal            |        |                                             |     |     |
| Eredivisie           | 5x     | 1985/86, 1987/88, 1988/89, 1990/91, 1991/92 |     |     |
| KNVB beker           | 3x     | 1987/88, 1988/89, 1989/90                   |     |     |
| Nederlandse Supercup | 1x     | 1992                                        |     |     |

| Competitie | Winnaar   | Winnaar   | Runner-up | Runner-up | Derde     | Derde     |
| Competitie | Aantal    | Jaren     | Aantal    | Jaren     | Aantal    | Jaren     |
| Nederland  | Nederland | Nederland | Nederland | Nederland | Nederland | Nederland |
| ---------- | --------- | --------- | --------- | --------- | --------- | --------- |
| UEFA EK    | 1x        | 1988      |           |           |           |           |